# Volatility, uncertainty, complexity and ambiguity
Vous pouvez aider à l'améliorer ou bien discuter des problèmes sur sa page de discussion.
- Son texte doit être wikifié : il ne correspond pas à la mise en forme Wikipédia (style, typographie, liens internes, liens entre les wikis, etc.). (Marqué depuis novembre 2023)
- Sa typographie ne respecte pas les conventions de Wikipédia. Vous pouvez solliciter de l’aide de l’Atelier typographique. (Marqué depuis novembre 2023)
- Il n’est pas rédigé dans un style encyclopédique. (Marqué depuis novembre 2023)
- La traduction doit être revue. Le contenu est difficilement compréhensible à cause d’erreurs de traduction, peut-être dues à l’utilisation d’un logiciel de traduction automatique. (Marqué depuis novembre 2023)

VUCA est un acronyme basé sur les théories de leadership de Warren Bennis et Burt Nanus (en), qui décrivent la volatilité, incertitude , complexité et ambiguïté des conditions et des situations du monde actuel auxquelles doivent faire face les managers et leaders,
Le U.S. Army War College a introduit le concept de VUCA en 1987, pour décrire un monde multilatéral issu du de la fin de la guerre froide. Le terme a été popularisé et utilisé plus largement à partir de de 2002. dans le leadership et l'éducation.

## Signification
Le cadre VUCA offre une perspective à travers laquelle les organisations peuvent interpréter leurs défis et opportunités. Il met l'accent sur la prévoyance stratégique, l'intuition et le comportement des entités au sein des organisations. De plus, il souligne à la fois les échecs systémiques et comportementaux souvent associés aux faux pas organisationnels.

V = Volatilité : Caractérise la nature rapide et imprévisible du changement.
U = Incertitude (Uncertainty en anglais) : Indique l'imprévisibilité des événements et des problèmes.
C = Complexité : Décrit les forces et les problèmes entrelacés, rendant les relations de cause à effet peu claires.

A = Ambiguïté : Signale les réalités peu claires et les malentendus potentiels résultant de messages contradictoires.
Ces éléments définissent la manière dont les organisations perçoivent leurs défis actuels et potentiels. Ils établissent les paramètres pour la planification et la création de politiques. En interagissant de diverses manières, ils peuvent soit compliquer la prise de décision, soit améliorer la capacité à élaborer des stratégies, à planifier et à progresser. Fondamentalement, le cadre VUCA jette les bases d'une gestion et d'un leadership efficaces.
Le cadre VUCA est un outil conceptuel qui souligne les conditions et les défis auxquels les organisations sont confrontées lorsqu'elles prennent des décisions, planifient, gèrent les risques, pilotent le changement et résolvent les problèmes. Il façonne principalement la capacité d'une organisation à :
1. Anticiper les problématiques clés qui émergent.
2. Comprendre les répercussions de certaines problématiques et actions.
3. Apprécier la manière dont les variables interagissent entre elles.
4. Se préparer à divers scénarios et défis.
5. Interpréter et saisir les opportunités pertinentes.

Le concept VUCA est un guide pour faciliter la prise de conscience et promouvoir la préparation dans tous les secteurs économique, y compris le monde des affaires, le militaire, l'éducation et le gouvernement. Il offre un cadre aux organisations pour développer des stratégies axées sur la préparation, la prévoyance, l'adaptation et l'intervention proactive. À ce sujet, certains, ajoutent un D à VUCA pour dangereux : VUCAD

## Thèmes
VUCA, en tant que système de pensée, s'articule autour d'une idée exprimée par Andrew Porteous : « L'échec en soi peut ne pas être une catastrophe. Cependant, ne pas apprendre de l'échec en est une ». Cette perspective souligne l'importance de la résilience et de la capacité d'adaptation dans le leadership. Elle suggère que, au-delà des simples compétences, ce sont les nuances comportementales, comme la capacité à apprendre des échecs et à s'adapter, qui distinguent les leaders exceptionnels des leaders moyens. Les leaders qui utilisent VUCA comme guide considèrent souvent le changement non seulement comme inévitable, mais comme des actions à anticiper.
Dans le cadre de VUCA, plusieurs domaines thématiques émergent, offrant un cadre pour l'introspection et l'évaluation :
1. Gestion des connaissances et interprétation : une exploration de la manière dont nous organisons et interprétons les informations.
2. Considérations de planification et de préparation : Une réflexion sur notre préparation aux défis imprévus.
3. Gestion des processus et systèmes de ressources : Une contemplation de notre efficacité dans l'utilisation des ressources et le déploiement de systèmes.
4. Réactivité fonctionnelle et modèles d'impact : Comprendre notre capacité à nous adapter aux changements.
5. Systèmes de récupération et pratiques d'avant-garde : Une enquête sur notre résilience et nos stratégies tournées vers l'avenir.
6. Défaillances systémiques : Une plongée philosophique dans les vulnérabilités organisationnelles.
7. Défaillances comportementales : Explorer les tendances humaines qui conduisent à des erreurs.

Dans le système de pensée VUCA, la capacité d'une organisation à naviguer ces défis est étroitement liée à ses croyances, valeurs et aspirations fondamentales. Les entreprises qui se considèrent préparées et résolues alignent leur approche stratégique sur les principes de VUCA, signalant une prise de conscience holistique.

### Catégorisation des 4 lettres de l'acronyme

#### Volatilité
Volatilité est la lettre « V » de VUCA, qui fait référence « Volatilité se rapporte au taux de changement de l’environnement. La volatilité à l’ère de l’information signifie que même les données les plus récentes peuvent ne pas fournir de contexte adéquat pour la prise de décision. Au-delà de la capacité d’évaluer avec précision l’environnement actuel, les dirigeants doivent anticiper des changements rapides et faire de leur mieux pour prévoir ce qui peut arriver dans le cadre d’un projet, d’un programme ou d’une opération. La volatilité de l’environnement, associée aux délais prolongés des programmes d’acquisition modernes, crée un défi particulier pour les dirigeants ».
Le management de la volatilité dans le contexte de VUCA est crucial pour naviguer dans les transformations technologiques, économiques et sociétales rapides auxquelles les entreprises et les collaborateurs doivent s'adapter. La crise économique récente déclenchée par la pandémie illustre l'importance d'une telle adaptabilité. VUCA aide à donner un sens à notre « nouveau normal », où la certitude peut disparaître en un instant pour des raisons inattendues.
La volatilité, selon VUCA, concerne la rapidité et l'ampleur des changements, et la pertinence éphémère des informations. Ce qui est vrai aujourd'hui peut ne pas l'être demain, et ce qui est innovant maintenant pourrait devenir obsolète rapidement. Le management doit donc s'adapter en développant une mentalité qui anticipe le changement, favorise la curiosité, et encourage la flexibilité et la proactivité pour maintenir la pertinence dans un monde en mutation constante.

#### Incertitude
Incertitude est la lettre « U » du framework VUCA qui traduit le terme de « Uncertainty » en anglais. Certains Français parlent alors de VICA alors que les Italiens pour lesquels incertitude est « incertezza » ou les Espagnols « incertidumbre » utilisent tous VUCA. L'incertitude survient lorsque la disponibilité ou la prévisibilité des informations sur les événements est inconnue. Elle est souvent présente dans des environnements volatils composés d'interactions imprévues et complexes. L'incertitude peut survenir dans l'intention d'impliquer une causalité ou une corrélation entre les événements perçus par une personne et une cible. Les situations où il y a soit un manque d'informations pour prouver la raison d'une perception, soit une disponibilité des informations mais un manque de causalité, sont celles où l'incertitude est éminente.
Selon la définition originale l'incertitude est l’incapacité de tout savoir sur une situation et la difficulté de prévoir la nature et l’effet des changements (au croisement entre l’incertitude et la volatilité). L’incertitude retarde souvent les processus décisionnels et augmente la probabilité d’avoir des opinions très divergentes sur l’avenir. Elle rend nécessaire une gestion intelligente des risques et des stratégies de couverture (Hedging strategy).
Cette définition de l'incertitude souligne l'incapacité à tout savoir sur une situation et les défis de prévoir la nature et l'impact des changements. Elle met en évidence les difficultés décisionnelles et la nécessité d'une gestion stratégique des risques. L'incertitude résulte de la complexité croissante des domaines à maîtriser et de la difficulté à trouver des informations fiables et stables. Elle indique un manque de connaissances et de prévisibilité quant à l'ampleur et la durée des changements, nécessitant une approche flexible et adaptative dans la gestion d'entreprise.

#### Complexité
Complexité est la lettre « C » de VUCA, et se réfère à l'interconnectivité et à l'interdépendance de plusieurs parties d'un système. Pour reprendre la définition originale de VUCA, la complexité est la difficulté à comprendre les interactions entre multiples parties ou facteurs et à prédire les effets primaires et secondaires de la modification d'un ou de plusieurs facteurs dans un système hautement interdépendant ou même dans un ensemble de systèmes. La complexité diffère de l'incertitude ; bien qu'il soit possible de prédire les résultats immédiats d'interactions uniques au sein d'un réseau plus large, les ramifications non linéaires et leurs conséquences se multiplient si rapidement et reviennent sur les connexions antérieures, de sorte à submerger la plupart des processus d'évaluation. On pourrait dire que la complexité engendre de l'incertitude en raison du volume énorme d'interactions et de résultats possibles.
Dans le contexte VUCA, on croit souvent à tort que la complexité mondiale s'accroît en raison de l'accès à plus d'informations et de la connectivité. Cependant, la complexité a toujours caractérisé les sociétés humaines. La technologie actuelle n'a pas réduit cette complexité inhérente. Comprendre et gérer la complexité dans le cadre de VUCA est essentiel pour l'utiliser à son avantage, plutôt que d'en être dépassé.
À l'inverse, les observateurs qui partagent certaines identités avec la cible ont tendance à être plus ouverts d'esprit. Ils prennent en compte plusieurs identités sociales simultanément, un phénomène connu sous le nom d'effets de cross-catégorisation. Certaines catégories sociales sont imbriquées dans des structures catégorielles plus larges, rendant les sous-catégories plus saillantes pour les observateurs. La cross-catégorisation peut déclencher des effets tant positifs que négatifs. Du côté positif, les observateurs deviennent plus ouverts et motivés à approfondir leur compréhension de la cible, allant au-delà des catégories sociales dominantes. Cependant, la cross-catégorisation peut aussi entraîner une invisibilité sociale, où certaines identités croisées diminuent la visibilité des autres, conduisant à une « invisibilité intersectionnelle » où aucune identité sociale ne se distingue nettement et est négligée.

#### Ambiguïté
Ambiguité est la lettre « A » de VUCA. Elle se réfère à une situation où le sens général d'une chose reste floue même lorsqu'une quantité appropriée d'informations est fournie. Beaucoup confondent le sens de l'ambiguïté avec celui de l'incertitude, bien que leurs facteurs diffèrent. L'incertitude survient lorsque les informations pertinentes sont indisponibles et inconnues, tandis que l'ambiguïté se produit lorsque, malgré la disponibilité des informations pertinentes, le sens global reste inconnu. L'ambiguïté et l'incertitude existent dans notre culture actuelle. Les sociologues utilisent l'ambiguïté pour déterminer comment et pourquoi une réponse a été développée, en se concentrant sur des détails tels que la présence suffisante d'informations et si le sujet avait la pleine connaissance nécessaire pour prendre une décision et pourquoi il ou elle est parvenu à leur réponse spécifique.
L'ambiguïté est souvent considérée comme l'une des principales causes de conflit au sein des organisations. Cela peut provenir de la communication peu claire, de directives imprécises, ou d'attentes mal définies, menant à des malentendus et à des tensions entre les membres de l'équipe et les départements. La gestion efficace de l'ambiguïté est donc cruciale pour la résolution des conflits et le maintien d'une collaboration harmonieuse.
La réduction de l’ambiguïté sous VUCA est directement liée à la capacité de prendre des décisions sans avoir toutes les informations nécessaires. Dans un environnement complexe, une demande d’informations supplémentaires, qui, dans un environnement simple, conduirait à une meilleure compréhension du problème, pourrait entraîner une complexité supplémentaire en confondant la question et en la rendant plus ambiguë ! Ce qui explique que les méthodes généralement utilisées pour réduire l’incertitude, comme la structure de répartition du travail, la planification et l’analyse des risques, ne peuvent pas être utilisées pour réduire l’ambiguïté.

## Réponses et révisions
Bill George (en), professeur de management de la Harvard Business School propos une réponse orientée Leadership à VUCA qu'il appelle VUCA Prime où chaque lettre de l'acronyme de VUCA à sa réponse par un mot qui commence par le même acronyme : Vision pour Volatilité, Understanding (compréhension) pour Uncertainty, Courage pour Complexité et Adaptabilité pour Ambiguïté.
L'académicien allemand Ali Aslan Gümüsay enrichit le concept VUCA en y ajoutant « paradoxe », faisant référence à celui-ci sous l'appellation VUCA + Paradoxe ou VUCAP. Cet ajout reconnaît la présence simultanée d'éléments contradictoires mais interdépendants qui existent et persistent dans le temps, ajoutant ainsi une couche supplémentaire de complexité aux considérations organisationnelles et stratégiques.
L'auteur en management et expert en stratégie Marco Mancesti suggère que, VUCA étant la nouvelle norme globale, cela nécessite de repenser l'approche traditionnelle de la stratégie, et l'émergence d'un nouveau type de managers, les « disruption-fit leaders ». Il soutient également que l'agilité n'est plus une compétence différenciante offrant un avantage concurrentiel, mais un impératif pour la survie des organisations. Il souligne que dans un monde VUCA frappé par plusieurs crises simultanément et où les perturbations créent des réactions en chaîne, la question n'est plus de savoir si une stratégie restera pertinente, mais quand elle deviendra obsolète. Marco Mancesti a développé le modèle implémentagilité[pas clair] pour intégrer l'agilité dans l'exécution de la stratégie.
Benjamin Chaminade propose une utilisation de VUCA comme compréhension de l'état émotionnel des collaborateurs et des managers auxquelles il faut répondre. Il propose VUCA comme la fondation du monde la fragilité qui est annoncé par l'acronyme de plus en plus populaire pour remplacer VUCA: BANI.
1. Volatilité : accélération de l'obsolescence des compétences → Inquiétude d'être dépassé.
2. Incertitude : présent difficile à comprendre et avenir impossible à prévoir → Inquiétude de ne plus contrôler
3. Complexité : plus de causes et solutions simples et interdépendantes → Inquiétude de ne plus comprendre
4. Ambiguïté : tout et son contraire arrivent en même temps → Inquiétude de prendre de mauvaises décisions